# Бобровникова, Софья Васильевна
Софья Васильевна Бобровникова (1867, Париж — 1918, Казань) — русский педагог и публицист.
Сестра Г. В. Чичерина, племянница Б. Н. Чичерина, жена Н. А. Бобровникова.

## Биография
Родилась 19 февраля (3 марта) 1867 года в семье Василия Николаевича Чичерина (1829—1882). После окончания Московского университета он в течение 18 лет служил и в Главном архиве МИД Российской империи, и в российских представительствах в Бразилии, Германии, Италии, Франции. В Париже и родилась его дочь, София.
Детство прошло в Тамбове и имениях Чичериных Покровское (Козловский уезд) и Караул (Кирсановский уезд). Получив солидное и разностороннее образование в семье, Бобровникова расширила его самостоятельными занятиями, частью под руководством своего дяди, известного профессора Московского университета Б. Н. Чичерина.
В имении родителей Покровское в Тамбовской губернии обучала крестьянских детей в школе, которую содержали родители. Затем сама устроила училище для взрослых крестьян. В 1899 году помогала голодающим Самарской губернии и увлеклась опытом создания школ для народностей Поволжья по системе Н. И. Ильминского (обучение народностей Поволжья на родном языке с последующим изучением русского языка как средства приобщения к русской и европейской культуре). Летом 1904 года совершила поездку по Уфимской, Вятской, Симбирской и Казанской губерниям (в т. ч. в сопровождении И. Я. Яковлева по чувашским селениям). Результатом стала книга «У приволжских инородцев. Путевые заметки» (СПб., 1905), в которой были показаны яркие картины быта, религиозной и школьной жизни татар, чуваш, марийцев («черемисов»), удмуртов («вотяков»), мордвы; указана бесплодность и вред механической русификации инородцев Поволжья и других местностей России.
Для проверки обнародованных ею фактов изгнания нерусских языков из школ, по поручению императора Николая II, в Поволжье был командирован член Совета министров А. С. Будилович. В мае 1905 результаты этой ревизии рассмотрены на Особом совещании по вопросам образования восточных народов под его же руководством, в работе которого участвовала и автор книги. Итогом стало появление Высочайшего повеления, подтвердившего Правила об использовании родного языка в нерусских школах, принятые Государственным советом ещё 26 марта 1870 года.
После доклада в Отделении этнографии ИРГО «Положение просвещения у приволжских инородцев» (СПб., 1906) она была принята в члены Русского географического общества.
Проблемами народного просвещения занималась до конца жизни. Умерла в Казани 14 февраля 1918 года[по какому календарю?] (или 13 февраля). Похоронена на Арском кладбище, могила не сохранилась.
Была замужем за Николаем Алексеевичем Бобровниковым, воспитывавшемся после смерти его отца в семье Н. И. Ильминского.
В Доме-музее Г. В. Чичерина воссоздана мемориальная комната С. В. Бобровниковой, представлены её труды.